# Eisenbahnunfall im Clayton-Tunnel

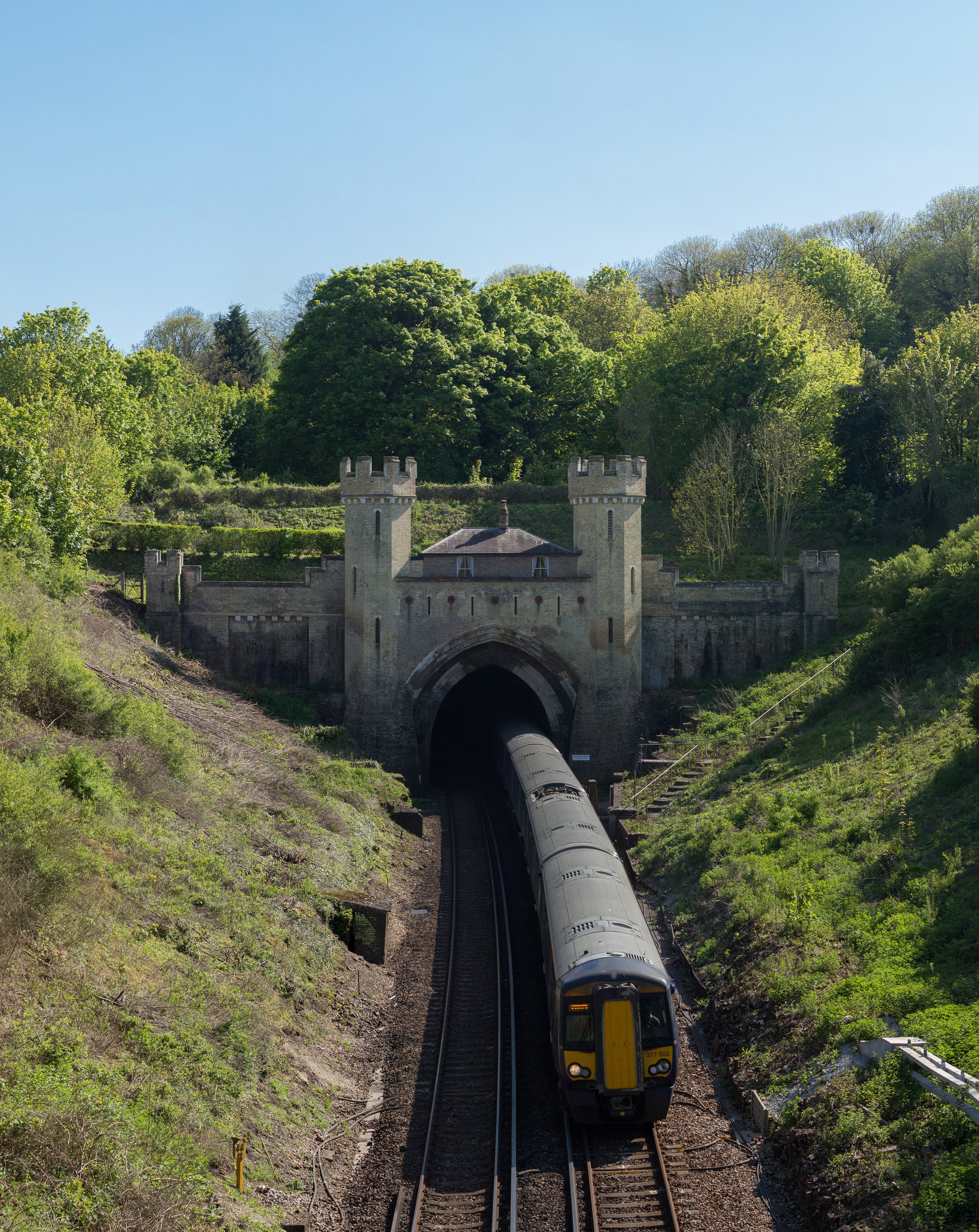
Nordportal des Clayton-Tunnels

Der Eisenbahnunfall im Clayton-Tunnel war der Zusammenstoß zweier Reisezüge der London, Brighton and South Coast Railway in dem Eisenbahntunnel am 25. August 1861. 23 Menschen starben, circa 176 wurden meist schwer verletzt. Dies war der schwerste Eisenbahnunfall in der britischen Geschichte zu diesem Zeitpunkt.

## Technische Gegebenheiten
Der etwa 2 km lange Clayton-Tunnel liegt auf der Brighton Main Line, etwa 7 km von Brighton entfernt. Auf der Strecke wurde – abgesehen vom Clayton-Tunnel – im Zeitabstand gefahren. Vorgeschrieben war ein Mindestabstand von 5 Minuten. Die Durchfahrt durch den Tunnel dagegen war besonders gesichert: Hier wurde die Strecke mit je einem Blocksignal vor jedem Portal gesichert, das sowohl von einem Streckenwärter bedient werden konnte, als auch von einem einfahrenden Zug für einen nachfolgenden auf „Halt“ gestellt wurde. Sollte dieser Mechanismus versagen, wurde eine Alarmglocke ausgelöst und der Streckenwärter musste einem eventuell folgenden Zug per Flagge „Halt“ signalisieren. Damit wurde sichergestellt, dass sich immer nur ein Zug auf dem Gleis befand. Die Streckenwärter verständigten sich mit einem einfachen Telegrafen untereinander. Der Wärter an der südlichen Tunneleinfahrt hatte eine 24-Stunden-Schicht und befand sich, als sich der Unfall ereignete, bereits seit mehr als 18 Stunden im Dienst.

## Ablauf

### Der erste Sonderzug
Am Unglückstag verkehrten vor einem planmäßigen Reisezug noch zwei Sonderzüge von Brighton aus. Die Züge verließen den dortigen Bahnhof im Abstand von wenigen Minuten nordwärts. Der Wärter am südlichen Tunnelmund wurde auf eine Störung aufmerksam, als der erste Sonderzug passierte, sich das Signal hinter dem Zug aber nicht automatisch auf „Halt“ stellte und deswegen der Alarm ausgelöst wurde. Er verständigte sofort per Telegraf seinen Kollegen am Nordportal, dass sich ein Zug im Tunnel befand.

### Der zweite Sonderzug
Der zweite Zug folgte dem ersten am Südportal in einem Abstand von nur drei Minuten. Die Zeit hatte für den Wärter am Südportal nicht ausgereicht, neben der telegrafischen Benachrichtigung seines Kollegen am Nordportal auch das Signal von Hand noch auf „Halt“ zu stellen, bevor der zweite Zug es passierte. Dass dieser in so kurzem Abstand folgte, war für ihn überraschend. Er rannte mit der Signalflagge aus dem Streckenwärterhaus und gebot mit einer Flagge „Halt“. Da sich der Zug schon in der Vorbeifahrt befand, nahm er an, dass die Flagge vom Zugpersonal nicht mehr gesehen worden war. Daraufhin erkundigte er sich beim Posten am nördlichen Tunnelausgang, ob der Zug den Tunnel verlassen hätte. Da dieser nichts von der Einfahrt des zweiten Zuges wusste, bezog er die Anfrage auf den ersten Zug und bestätigte, dass „der Zug“ den Tunnel verlassen habe.

### Der Planzug
Daraufhin gab der Wärter an der südlichen Tunneleinfahrt die Fahrt für den folgenden fahrplanmäßigen Zug in den Tunnel frei. Das Personal des zweiten Zuges hatte das Flaggensignal jedoch noch gesehen, hielt seinen Zug an und drückte ihn zurück, um sich beim Streckenwärter am Südportal nach dem Grund für das Haltesignal zu erkundigen. Die beiden Züge kollidierten etwa 200 m vor der südlichen Tunneleinfahrt innerhalb des Tunnels. Dabei wurden die zwei letzten Wagen des Sonderzuges – ein Begleitwagen und ein Reisezugwagen – von der Lokomotive des Planzuges zertrümmert. Diese entgleiste und verkeilte sich zwischen den Tunnelwänden. Die meisten der 23 Toten befanden sich in diesem letzten der Reisezugwagen des zweiten Sonderzuges.

## Untersuchung
Die offizielle Untersuchung führte H.W. Tyler, Hauptmann der Pioniere, durch. Das gerichtliche Strafverfahren endete in einem Schuldspruch wegen Totschlags gegen den zweiten Bahnhofsvorsteher von Brighton, weil er die Züge in einem zu kurzen zeitlichen Abstand auf die Strecke gelassen habe. Die beiden Streckenwärter am Tunnel dagegen wurden freigesprochen.

## Konsequenzen
Die katastrophalen Konsequenzen eines minimalen Kommunikationsfehlers bei hohem Zeitdruck eng aufeinander folgender Züge bei anfänglichem technischem Versagen des Signals lösten heftige Kritik an einem Sicherungssystem aus, das im Wesentlichen auf dem zeitlichen Abstand in der Zugfolge basierte. Dies alles wäre mit einem – allerdings technisch und finanziell viel aufwändigeren – Streckenblock zu vermeiden gewesen. Gleichwohl wurden Konsequenzen aus dem Unfall nicht stringent gezogen: Erst der Eisenbahnunfall von Armagh – auch hier stießen „rückwärts“ rollende Wagen in einen nachfolgenden Zug – veranlasste 1889 das Parlament des Vereinigten Königreichs im Regulation of Railways Act 1889 ein Gesetz zu verabschieden, welches das Fahren im Zeitabstand verbot und Fahren im Raumabstand, ein Zugmeldeverfahren und die Signalabhängigkeit der Weichen verbindlich vorschrieb.
Weiter zeigte die Untersuchung auf, dass die normale Schichtlänge für Streckenwärter 18 Stunden betrug. Wollten sie allerdings einen Tag in der Woche frei haben, mussten sie 24-Stunden-Schichten leisten. Diese Überlastung des Personals in für die Sicherheit hoch verantwortlichen Positionen wurde durch den Untersuchungsführer ebenfalls kritisiert.

## Literarische Nachwirkung
Die Kurzgeschichte The Signal-Man von Charles Dickens vom Dezember 1866 schöpft aus den Ereignissen dieses Unfalls.